# Anastácia (cantora)
Lucinete Ferreira (Recife, 30 de maio de 1940), mais conhecida pelo nome artístico Anastácia, é uma cantora e compositora brasileira, apelidada de "Rainha do Forró". Anastácia teve interesse pela música aos sete anos de idade. Foi esposa do músico Dominguinhos (1942–2013), que foi seu principal parceiro na carreira musical.
Compositora prolífica, apenas com Dominguinhos escreveu mais de 250 canções. Foi ainda indicada ao Grammy, na categoria "álbum de música de raízes em língua portuguesa", no ano de 2018, pelo álbum "Daquele Jeito", onde traz duetos especiais com artistas como Raimundo Fagner, Fafá de Belém, Alcione e Zeca Baleiro.

## Biografia
Sua mãe, Josefa Conceição, nascera na zona rural de Igarassu e ainda era criança quando a mãe fora morta pelo pai; a avó queria que ela se chamasse Marina e era por este nome que ficou conhecida. Seu pai, José Bonifácio Ferreira, era vinte anos mais velho que a mãe, e nunca formalizaram um casamento. Ele era tintureiro na fábrica de tecidos Lundgren, em Paulista e após dois anos de união se mudaram para o Recife, no bairro Macaxeira onde, em 1936, nasceu sua irmã Arlete e quatro anos depois nasceu Anastácia. Tinha cinco anos quando o pai morreu. Sua mãe então teve outro relacionamento do qual teve mais seis filhos (Lucy, Genival, Vera Lúcia, Maria José, Severino - que viveu por apenas uma hora - e Isa); faleceu em 1976 de câncer no estômago, contando então com 56 anos de idade.
No começo da década de 1950 ela começou a trabalhar, ainda criança, como cantora, acompanhada pela prima Julieta pois a mãe não podia se ausentar da casa; aos catorze anos foi convidada para se apresentar na principal emissora do Recife, a Rádio Jornal do Commercio e em sua estreia teve acompanhamento do Hermeto Pascoal; foi contratada a seguir para integrar o cast da rádio e, graças ao sucesso ali alcançado, passou a realizar muitos shows nos circos - então um dos principais meios de espetáculo nas cidades nordestinas.
Quando tinha dezoito anos seus rendimentos lhe permitiram tirar a mãe do emprego na fábrica e mudaram-se para uma casa nova pois aquela onde moravam eram da empresa. Em 1956 ela começou a também fazer humorismo no rádio-teatro, numa época em que ali trabalhavam nomes como Arlete Sales e Lúcio Mauro, ficando na emissora até 1960, ano em que foi inaugurada a televisão da mesma companhia e ela se mudou para São Paulo onde já vivia a irmã Arlete. Nesta época ela já compunha letras e realizava apresentações pelas cidades interioranas de Pernambuco.
Levando a mãe e todos os irmãos, e ainda uma sobrinha, chegaram na capital paulista onde se juntaram a Arlete, numa pequena pensão; graças a uma carta de apresentação Luciete foi levada por Thalma de Oliveira a conhecer Hélio Ansaldo que, na TV Record, integrou-a ao elenco do programa "Astros do Disco", apresentado por Randal Juliano e Idalina de Oliveira e, apesar de receber o cachê, ainda não conseguia estabelecer um lugar para abrigar toda a família, sofrendo com o preconceito contra o nordestino. A situação durou até que conseguiu um emprego de contabilidade na companhia aérea VASP.
Anastácia manteve um relacionamento com o também músico Dominguinhos por cerca de doze anos, entre 1966 e 1978; ela o tinha visto a primeira vez ainda no Recife durante uma apresentação na Rádio Jornal do Commercio, quando tinha 15 anos e ele 14, sem que houvesse qualquer ligação entre ambos; anos depois voltaram a se encontrar no Rio de Janeiro e, finalmente, começaram a se relacionar durante uma turnê em que ambos acompanhavam Luiz Gonzaga, e de forma escondida dele.
Durante o relacionamento os dois realizaram diversas parcerias musicais e ela mantinha centenas de gravações com composições inéditas do parceiro e que, com o término, queimou todas num terreno baldio, num gesto que mais tarde disse ter se arrependido.

## Discografia
- (2018) DVD - Eu Sou Anastácia
- (2017) Daquele Jeito (projeto indicado ao Grammy)
- (2016) 60 anos de Forró e MPB
- (2009) Amor Entre Quatro Paredes
- (2004) 50 anos de Forró
- (2001) Seresta
- (2000) Sangue Bom
- (1995) Coração de Mulher
- (1994) Coisa Querida
- (1993) Faz parte do Amor
- (1992) Saudade Matadeira
- (1991) Vem me Buscar
- (1989) Forró Bom é do Abc
- (1988) Tem que mexer para Adoçar
- (1987) Quero você pra mim
- (1982) Cheinho de Amor
- (1981) A Fulô do Forró
- (1979) Morrendo de Saudade
- (1978) Você é meu Xamêgo
- (1972) Vamos Xamegá
- (1971) Torrão de Ouro
- (1970) Canto do Sabiá
- (1969) Caminho da Roça
- (1965) Anastácia no Torrado
- (1964) Anastácia
- (1963) Anastácia
- (1962) Anastácia
- (1961) Anastácia
- (1960) Anastácia